# Hartwig von Platen (General)
Hartwig Joachim Heinrich Raimar von Platen (* 18. April 1878 in Mainz; † 14. März 1938 in Oldenburg) war ein deutscher Generalmajor.

## Biografie

### Herkunft
Hartwig war der jüngste Sohn des preußischen Oberstleutnants Max von Platen (* 1842) und dessen erster Ehefrau Auguste, geborene Braun (1852–1881). Er hatte noch fünf weitere Brüder, darunter der deutsche Generalmajor Axel von Platen.

### Militärkarriere
Nach dem Besuch des Kadettenkorps wurde Platen am 7. März 1896 als Sekondeleutnant dem Infanterie-Regiment „Fürst Leopold von Anhalt-Dessau“ (1. Magdeburgisches) Nr. 26 des Preußischen Armee überwiesen. Anfang Oktober 1902 erfolgte seine Kommandierung an die Unteroffizierschule nach Potsdam. Dort avancierte er Mitte April 1906 zum Oberleutnant und kehrte zum 1. Oktober 1906 in den Truppendienst zu seinem Stammregiment zurück. Zur weiteren Ausbildung absolvierte Platen dann bis 1909 die Kriegsakademie in Berlin und war 1910/12 zur Dienstleistung beim Großen Generalstab kommandiert. Mit der Beförderung zum Hauptmann erfolgte unter Belassung in seinem Kommando am 22. März 1912 seine Versetzung in den Generalstab der Armee.
Nach Ausbruch des Ersten Weltkrieges war Platen ab Oktober 1914 Erster Generalstabsoffizier (Ia) bei der Infanterie-Division „von Luckwald“ und ab März 1915 beim Stab der 54. Infanterie-Division. Ab 1916 war er Generalstabsoffizier bei verschiedenen Armeeoberkommandos und er wurde zum Major befördert. Im April 1917 erfolgte die Versetzung als Ia zum Generalkommando XXVI und im Mai 1918 zur 33. Reserve-Division bei Verdun. Für sein Wirken während des Krieges wurde er mit beiden Klassen des Eisernen Kreuzes und dem Ritterkreuz des Königlichen Hausordens von Hohenzollern mit Schwertern ausgezeichnet.
Nach dem Krieg war Platen zunächst Ia beim Generalstab des VII. Armee-Korps, wurde in die Reichswehr übernommen und bei verschiedenen Truppenteile verwendet. Mit Rangdienstalter vom 1. Juni 1921 wurde er zum Oberstleutnant befördert. Als Generalstabsoffizier war er u. a. im Generalstab des Gruppenkommandos 2 in Kassel tätig. 1926 wurde er Regimentskommandeur, 1928 vom 16. Infanterie-Regiment und Oberst sowie 1929 Generalmajor. Er schied 1929 aus der Reichswehr aus. Er wohnte zuletzt in Oldenburg.
Platen war seit 1913 mit der Offizierstochter Ella Forst verheiratet; sie hatten drei Kinder.